# Borboniella allomorpha
Borboniella allomorpha är en fjärilsart som beskrevs av Edward Meyrick 1922. Borboniella allomorpha ingår i släktet Borboniella och familjen vecklare. Inga underarter finns listade i Catalogue of Life.